# Basilisk (Wappentier)

Roter Basilisk auf silbernen Schild (Wappen von St. Johann bei Mayen)

Der Basilisk steht in der Heraldik als Wappentier in der Reihe der gemeinen Figuren.
Als gemeine Figur, Wappentier oder Schildträger wird der Basilisk eher selten in Wappen verwendet. Dennoch besitzt er als Schildhalter beim Wappen Basels eine gewisse Bekanntheit. Ein Taler von 1741 zeigt im Avers die Ansicht der Stadt Basel und darüber die Wappen der acht Vogteien. Im Revers einen Basilisk mit dem Wappen und der Randschrift CONCORDIA etc. Der Basilisk wird auch als Wyvern oder Hahndrache bezeichnet.

## Bedeutung
Außerhalb der Heraldik bedeutet der Basilisk unter anderem:
- Häresie, Teufel und Antichrist (z. B. in der katholischen Symbolik des 16./17. Jahrhunderts: Basilisk = König der Schlangen = Satan = Reformation)
- Pest und Tod (der Atem eines Basilisken ist angeblich „tödlich giftig“)
- Vertreibung (in Anlehnung an die Rolle der Schlange, bei der Vertreibung von Adam und Eva aus dem Paradies)

## Darstellung und Blason
In der Wappenkunde ist der Basilisk eine Mischung aus Hahn, Schlange und Drache, wobei die Übergänge zu anderen heraldischen Motiven wie Amphisbaena, Lindwurm, Greif und Harpyie fließend sind. Die heraldische Darstellung erfolgt stets im Profil, gewöhnlich nach rechts (heraldisch) sehend. Sie beschränkt sich
- entweder auf einen Hahn mit Männerkopf und spitzem Hut (wie es das Stadtwappen von Ceska Trebova/Böhmisch Trübau zeigt)
- oder als drachenähnliches, zweibeiniges und geflügeltes Tier mit Hahnenkopf und Schlangenschwanz (und optional einer Krone für das Attribut „König der Schlangen“).

Die Gestaltung des Hahnenkopfes und der oft vorgeworfenen Füße ist häufig dem Adler angelehnt, die Flügel und der Körper dem Drachen. Das Schwanzende wird entweder pfeilförmig (wie bei einem Drachen) dargestellt oder als zweiter Kopf (Drachen-, Schlangen-, Totenkopf oder ähnliches). Die Bewaffnung (Krallen, Schnabel, Zunge und Vogelbeine) wird häufig andersfarbig tingiert.

Wappen von Eppisburg
Wappen von Itzgrund
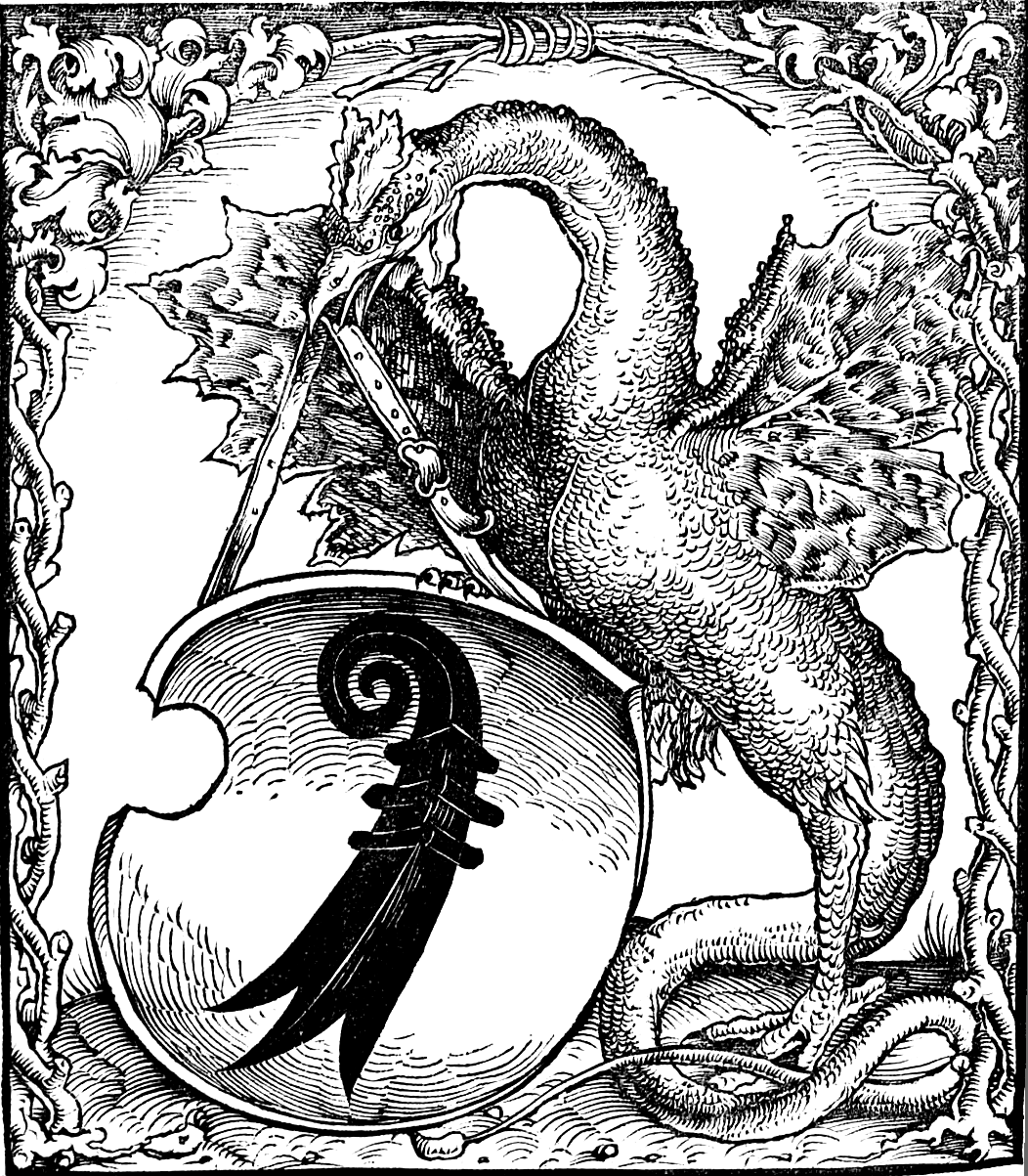
Wappen Basels: Basilisk als Schildhalter (Original gespiegelt)
Wappen von Bornholms Regionalkommune
Wappen von Ried im Oberinntal
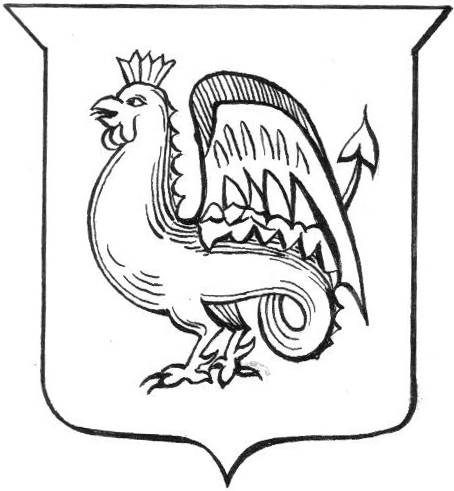
Einfacher Basilisk

Auch das Wappen von Bornholm zeigt einen Basilisk, obwohl der Greif im Ostseeraum ebenfalls verbreitet ist.